# Pirkanmaa
Il Pirkanmaa (in svedese Birkalands landskap) è una provincia della Finlandia. Il capoluogo è Tampere.
Confina sono il Kanta-Häme, il Päijät-Häme, l'Ostrobotnia meridionale e la Finlandia centrale.
Nel Pirkanma vi sono 23 comuni, di cui 11 sono città.

## Amministrazione
Come la gran parte delle altre province finlandesi, il Pirkanmaa è governato da due diversi enti:
- la Federazione del Pirkanmaa (Pirkanmaan liitto) è la confederazione dei comuni, con un Consiglio provinciale nominato dai consiglieri comunali, e una relativa Giunta provinciale. Il suo compito è gestire le competenze comunali su un ambito spaziale più ampio e condiviso.
- l’Area di benessere del Pirkanmaa (Pirkanmaan hyvinvointialue) è l’ente sanitario provinciale, creato nel 2022 e con un Consiglio eletto direttamente dai cittadini, che tramite la relativa Giunta gestisce gli ospedali e i servizi assistenziali.[1]

Il primo ente è quello che nomina il direttore provinciale.
La provincia era inclusa nella Finlandia Occidentale, oggi soppressa. 

## Comuni del Pirkanmaa
Nella seguente lista le città sono evidenziate in grassetto.
- Akaa
- Hämeenkyrö
- Ikaalinen
- Juupajoki
- Kangasala
- Kihniö
- Kuhmoinen
- Lempäälä
- Mänttä-Vilppula
- Nokia
- Orivesi
- Parkano

- Pirkkala
- Punkalaidun
- Pälkäne
- Ruovesi
- Sastamala
- Tampere
- Urjala
- Valkeakoski
- Vesilahti
- Virrat
- Ylöjärvi